# Předsednictví Rady Evropské unie
Předsednictví Rady Evropské unie odpovídá za fungování Rady Evropské unie a je, vedle Evropského parlamentu, zákonodárcem EU. Mezi členskými státy EU rotuje každých šest měsíců. Předsednictví nezastupuje jednotlivec, ale národní vláda. Úkolem předsednictví je předsedat zasedáním Rady, určovat její program a usnadňovat dialog na zasedáních Rady i s dalšími orgány EU. Od 1. července 2025 předsedá Radě Evropské unie Dánsko.
Trojice po sobě jdoucí předsednictví je označovaná jako trojka, v rámci které státy blížeji spolupracují. Aktuální trojku tvoří Polsko (leden–červen 2025), Dánsko (červenec–prosinec 2025) a Kypr (leden–červen 2026). Druhý cyklus od zavedení nynějšího systému v roce 2007 zahájilo Německo roku 2020.

## Historie
Když byla Rada zřízena, její funkce byla minimální a předsednictví rotovalo mezi každým z tehdejších šesti členů každých šest měsíců. Jak však pracovní zátěž Rady a počet členů rostl, nedostatek koordinace mezi každým následujícím šestiměsíčním předsednictvím brzdil rozvoj dlouhodobých priorit EU.
Aby se napravila nedostatečná koordinace, byla předložena myšlenka trojek. Skupin tří po sobě následujících předsednictví, které by spolupracovaly na společném politickém programu. Toto bylo implementováno v roce 2007 a formálně ustanoveno v roce 2009 Lisabonskou smlouvou.
Do roku 2009 mělo předsednictví politickou odpovědnost ve všech oblastech evropské integrace a hrálo zásadní roli při zprostředkovávání politických rozhodnutí na vysoké úrovni.
Lisabonská smlouva významně snížila význam předsednictví oficiálním oddělením Evropské rady od Rady Evropské unie. Současně oddělila konfiguraci Rady pro zahraniční věci od konfigurace Rady pro obecné záležitosti a vytvořila pozici vysokého představitele Unie pro zahraniční věci a bezpečnostní politiku.
Po referendu Spojeného království o brexitu v roce 2016 a jeho následném vzdání se plánovaného předsednictví v Radě Evropské unie, které mělo proběhnout od července do prosince 2017, byla rotace předsednictví posunuta o šest měsíců dopředu. To znamená, že Estonsko převzalo předsednictví místo Spojeného království.

## Seznam rotací
| Období | Období            | Trojka             | Držitel                                                                   | Hlava vlády                                      | Webová stránka                                              |
| ------ | ----------------- | ------------------ | ------------------------------------------------------------------------- | ------------------------------------------------ | ----------------------------------------------------------- |
| 1958   | leden–červen      |                    | Belgie                                                                    | Achille Van Acker Gaston Eyskens (of 26. června) |                                                             |
| 1958   | červenec–prosinec | Německo            | Konrad Adenauer                                                           |                                                  |                                                             |
| 1959   | leden–červen      | Francie            | Charles de Gaulle*                                                        |                                                  |                                                             |
| 1959   | červenec–prosinec | Itálie             | Antonio Segni                                                             |                                                  |                                                             |
| 1960   | leden–červen      | Lucembursko        | Pierre Werner                                                             |                                                  |                                                             |
| 1960   | červenec–prosinec | Nizozemsko         | Jan de Quay                                                               |                                                  |                                                             |
| 1961   | leden–červen      | Belgie             | Gaston Eyskens Théo Lefèvre (od 25. dubna)                                |                                                  |                                                             |
| 1961   | červenec–prosinec | Německo            | Konrad Adenauer                                                           |                                                  |                                                             |
| 1962   | leden–červen      | Francie            | Charles de Gaulle*                                                        |                                                  |                                                             |
| 1962   | červenec–prosinec | Itálie             | Amintore Fanfani                                                          |                                                  |                                                             |
| 1963   | leden–červen      | Lucembursko        | Pierre Werner                                                             |                                                  |                                                             |
| 1963   | červenec–prosinec | Nizozemsko         | Jan de Quay Victor Marijnen (od 24. července)                             |                                                  |                                                             |
| 1964   | leden–červen      | Belgie             | Théo Lefèvre                                                              |                                                  |                                                             |
| 1964   | červenec–prosinec | Německo            | Ludwig Erhard                                                             |                                                  |                                                             |
| 1965   | leden–červen      | Francie            | Charles de Gaulle*                                                        |                                                  |                                                             |
| 1965   | červenec–prosinec | Itálie             | Aldo Moro                                                                 |                                                  |                                                             |
| 1966   | leden–červen      | Lucembursko        | Pierre Werner                                                             |                                                  |                                                             |
| 1966   | červenec–prosinec | Nizozemsko         | Jo Cals Jelle Zijlstra (od 22. listopadu)                                 |                                                  |                                                             |
| 1967   | leden–červen      | Belgie             | Paul Vanden Boeynants                                                     |                                                  |                                                             |
| 1967   | červenec–prosinec | Německo            | Kurt Georg Kiesinger                                                      |                                                  |                                                             |
| 1968   | leden–červen      | Francie            | Charles de Gaulle*                                                        |                                                  |                                                             |
| 1968   | červenec–prosinec | Itálie             | Giovanni Leone Mariano Rumor (od 12. prosince)                            |                                                  |                                                             |
| 1969   | leden–červen      | Lucembursko        | Pierre Werner                                                             |                                                  |                                                             |
| 1969   | červenec–prosinec | Nizozemsko         | Piet de Jong                                                              |                                                  |                                                             |
| 1970   | leden–červen      | Belgie             | Gaston Eyskens                                                            |                                                  |                                                             |
| 1970   | červenec–prosinec | Německo            | Willy Brandt                                                              |                                                  |                                                             |
| 1971   | leden–červen      | Francie            | Georges Pompidou*                                                         |                                                  |                                                             |
| 1971   | červenec–prosinec | Itálie             | Emilio Colombo                                                            |                                                  |                                                             |
| 1972   | leden–červen      | Lucembursko        | Pierre Werner                                                             |                                                  |                                                             |
| 1972   | červenec–prosinec | Nizozemsko         | Barend Biesheuvel                                                         |                                                  |                                                             |
| 1973   | leden–červen      | Belgie             | Gaston Eyskens Edmond Leburton (od 26. ledna)                             |                                                  |                                                             |
| 1973   | červenec–prosinec | Dánsko             | Anker Jørgensen Poul Hartling (od 19. prosince)                           |                                                  |                                                             |
| 1974   | leden–červen      | Německo            | Willy Brandt Walter Scheel (7.–16. května) Helmut Schmidt (od 16. května) |                                                  |                                                             |
| 1974   | červenec–prosinec | Francie            | Valéry Giscard d'Estaing*                                                 |                                                  |                                                             |
| 1975   | leden–červen      | Irsko              | Liam Cosgrave                                                             |                                                  |                                                             |
| 1975   | červenec–prosinec | Itálie             | Aldo Moro                                                                 |                                                  |                                                             |
| 1976   | leden–červen      | Lucembursko        | Gaston Thorn                                                              |                                                  |                                                             |
| 1976   | červenec–prosinec | Nizozemsko         | Joop den Uyl                                                              |                                                  |                                                             |
| 1977   | leden–červen      | Spojené království | James Callaghan                                                           |                                                  |                                                             |
| 1977   | červenec–prosinec | Belgie             | Leo Tindemans                                                             |                                                  |                                                             |
| 1978   | leden–červen      | Dánsko             | Anker Jørgensen                                                           |                                                  |                                                             |
| 1978   | červenec–prosinec | Německo            | Helmut Schmidt                                                            |                                                  |                                                             |
| 1979   | leden–červen      | Francie            | Valéry Giscard d'Estaing*                                                 |                                                  |                                                             |
| 1979   | červenec–prosinec | Irsko              | Jack Lynch Charles Haughey (od 11. prosince)                              |                                                  |                                                             |
| 1980   | leden–červen      | Itálie             | Francesco Cossiga                                                         |                                                  |                                                             |
| 1980   | červenec–prosinec | Lucembursko        | Pierre Werner                                                             |                                                  |                                                             |
| 1981   | leden–červen      | Nizozemsko         | Dries van Agt                                                             |                                                  |                                                             |
| 1981   | červenec–prosinec | Spojené království | Margaret Thatcherová                                                      |                                                  |                                                             |
| 1982   | leden–červen      | Belgie             | Wilfried Martens                                                          |                                                  |                                                             |
| 1982   | červenec–prosinec | Dánsko             | Anker Jørgensen Poul Schlüter (od 10. září)                               |                                                  |                                                             |
| 1983   | leden–červen      | Německo            | Helmut Kohl                                                               |                                                  |                                                             |
| 1983   | červenec–prosinec | Řecko              | Andreas Papandreu                                                         |                                                  |                                                             |
| 1984   | leden–červen      | Francie            | François Mitterrand*                                                      |                                                  |                                                             |
| 1984   | červenec–prosinec | Irsko              | Garret FitzGerald                                                         |                                                  |                                                             |
| 1985   | leden–červen      | Itálie             | Bettino Craxi                                                             |                                                  |                                                             |
| 1985   | červenec–prosinec | Lucembursko        | Jacques Santer                                                            |                                                  |                                                             |
| 1986   | leden–červen      | Nizozemsko         | Ruud Lubbers                                                              |                                                  |                                                             |
| 1986   | červenec–prosinec | Spojené království | Margaret Thatcherová                                                      |                                                  |                                                             |
| 1987   | leden–červen      | Belgie             | Wilfried Martens                                                          |                                                  |                                                             |
| 1987   | červenec–prosinec | Dánsko             | Poul Schlüter                                                             |                                                  |                                                             |
| 1988   | leden–červen      | Německo            | Helmut Kohl                                                               |                                                  |                                                             |
| 1988   | červenec–prosinec | Řecko              | Andreas Papandreu                                                         |                                                  |                                                             |
| 1989   | leden–červen      | Španělsko          | Felipe González                                                           |                                                  |                                                             |
| 1989   | červenec–prosinec | Francie            | François Mitterrand*                                                      |                                                  |                                                             |
| 1990   | leden–červen      | Irsko              | Charles Haughey                                                           |                                                  |                                                             |
| 1990   | červenec–prosinec | Itálie             | Giulio Andreotti                                                          |                                                  |                                                             |
| 1991   | leden–červen      | Lucembursko        | Jacques Santer                                                            |                                                  |                                                             |
| 1991   | červenec–prosinec | Nizozemsko         | Ruud Lubbers                                                              |                                                  |                                                             |
| 1992   | leden–červen      | Portugalsko        | Aníbal Cavaco Silva                                                       |                                                  |                                                             |
| 1992   | červenec–prosinec | Spojené království | John Major                                                                |                                                  |                                                             |
| 1993   | leden–červen      | Dánsko             | Poul Schlüter Poul Nyrup Rasmussen (od 25. ledna)                         |                                                  |                                                             |
| 1993   | červenec–prosinec | Belgie             | Jean-Luc Dehaene                                                          |                                                  |                                                             |
| 1994   | leden–červen      | Řecko              | Andreas Papandreu                                                         |                                                  |                                                             |
| 1994   | červenec–prosinec | Německo            | Helmut Kohl                                                               |                                                  |                                                             |
| 1995   | leden–červen      | Francie            | François Mitterrand* Jacques Chirac* (od 17. května)                      |                                                  |                                                             |
| 1995   | červenec–prosinec | Španělsko          | Felipe González                                                           |                                                  |                                                             |
| 1996   | leden–červen      | Itálie             | Lamberto Dini Romano Prodi (od 17. května)                                |                                                  |                                                             |
| 1996   | červenec–prosinec | Irsko              | John Bruton                                                               |                                                  |                                                             |
| 1997   | leden–červen      | Nizozemsko         | Wim Kok                                                                   |                                                  |                                                             |
| 1997   | červenec–prosinec | Lucembursko        | Jean-Claude Juncker                                                       |                                                  |                                                             |
| 1998   | leden–červen      | Spojené království | Tony Blair                                                                | presid.fco.gov.uk (Archivováno)                  |                                                             |
| 1998   | červenec–prosinec | Rakousko           | Viktor Klima                                                              | presidency.gv.at (Archivováno)                   |                                                             |
| 1999   | leden–červen      | Německo            | Gerhard Schröder                                                          |                                                  |                                                             |
| 1999   | červenec–prosinec | Finsko             | Paavo Lipponen                                                            | presidency.finland.fi (Archivováno)              |                                                             |
| 2000   | leden–červen      | Portugalsko        | António Guterres                                                          | www.portugal.ue-2000.pt (Archivováno)            |                                                             |
| 2000   | červenec–prosinec | Francie            | Jacques Chirac*                                                           |                                                  |                                                             |
| 2001   | leden–červen      | Švédsko            | Göran Persson                                                             | eu2001.se (Archivováno)                          |                                                             |
| 2001   | červenec–prosinec | Belgie             | Guy Verhofstadt                                                           | eu2001.be (Archivováno)                          |                                                             |
| 2002   | leden–červen      | Španělsko          | José María Aznar                                                          | ue2002.es (Archivováno)                          |                                                             |
| 2002   | červenec–prosinec | Dánsko             | Anders Fogh Rasmussen                                                     | eu2002.dk (Archivováno)                          |                                                             |
| 2003   | leden–červen      | Řecko              | Kostas Simitis                                                            | eu2003.gr                                        |                                                             |
| 2003   | červenec–prosinec | Itálie             | Silvio Berlusconi                                                         | ueitalia2003.it (Archivováno)                    |                                                             |
| 2004   | leden–červen      | Irsko              | Bertie Ahern                                                              | eu2004.ie (Archivováno)                          |                                                             |
| 2004   | červenec–prosinec | Nizozemsko         | Jan Peter Balkenende                                                      | eu2004.nl (Archivováno)                          |                                                             |
| 2005   | leden–červen      | Lucembursko        | Jean-Claude Juncker                                                       | eu2005.lu                                        |                                                             |
| 2005   | červenec–prosinec | Spojené království | Tony Blair                                                                | eu2005.gov.uk (Archivováno)                      |                                                             |
| 2006   | leden–červen      | Rakousko           | Wolfgang Schüssel                                                         | eu2006.at                                        |                                                             |
| 2006   | červenec–prosinec | Finsko             | Matti Vanhanen                                                            | eu2006.fi (Archivováno)                          |                                                             |
| 2007   | leden–červen      | T1                 | Německo                                                                   | Angela Merkelová                                 | eu2007.de                                                   |
| 2007   | červenec–prosinec | T1                 | Portugalsko                                                               | José Sócrates                                    | eu2007.pt (Archivováno)                                     |
| 2008   | leden–červen      | T1                 | Slovinsko                                                                 | Janez Janša                                      | eu2008.si                                                   |
| 2008   | červenec–prosinec | T2                 | Francie                                                                   | Nicolas Sarkozy*                                 | ue2008.fr (Archivováno)                                     |
| 2009   | leden–červen      | T2                 | Česko                                                                     | Mirek Topolánek Jan Fischer (od 8. května)       | eu2009.cz Archivováno 30. 12. 2019 na Wayback Machine.      |
| 2009   | červenec–prosinec | T2                 | Švédsko                                                                   | Fredrik Reinfeldt                                | se2009.eu (Archivováno)                                     |
| 2010   | leden–červen      | T3                 | Španělsko                                                                 | José Luis Rodríguez Zapatero                     | eu2010.es (Archivováno) eutrio.es (Archivováno)             |
| 2010   | červenec–prosinec | T3                 | Belgie                                                                    | Yves Leterme                                     | eutrio.be                                                   |
| 2011   | leden–červen      | T3                 | Maďarsko                                                                  | Viktor Orbán                                     | eu2011.hu (Archivováno)                                     |
| 2011   | červenec–prosinec | T4                 | Polsko                                                                    | Donald Tusk                                      | pl2011.eu (Archivováno)                                     |
| 2012   | leden–červen      | T4                 | Dánsko                                                                    | Helle Thorningová-Schmidtová                     | eu2012.dk                                                   |
| 2012   | červenec–prosinec | T4                 | Kypr                                                                      | Dimitris Christofias*                            | cy2012.eu                                                   |
| 2013   | leden–červen      | T5                 | Irsko                                                                     | Enda Kenny                                       | eu2013.ie Archivováno 10. 1. 2017 na Wayback Machine.       |
| 2013   | červenec–prosinec | T5                 | Litva                                                                     | Algirdas Butkevičius                             | eu2013.lt                                                   |
| 2014   | leden–červen      | T5                 | Řecko                                                                     | Antonis Samaras                                  | gr2014.eu (Archivováno)                                     |
| 2014   | červenec–prosinec | T6                 | Itálie                                                                    | Matteo Renzi                                     | italia2014.eu Archivováno 23. 1. 2020 na Wayback Machine.   |
| 2015   | leden–červen      | T6                 | Lotyšsko                                                                  | Laimdota Straujumaová                            | eu2015.lv                                                   |
| 2015   | červenec–prosinec | T6                 | Lucembursko                                                               | Xavier Bettel                                    | eu2015lu.eu                                                 |
| 2016   | leden–červen      | T7                 | Nizozemsko                                                                | Mark Rutte                                       | eu2016.nl (Archivováno)                                     |
| 2016   | červenec–prosinec | T7                 | Slovensko                                                                 | Robert Fico                                      | eu2016.sk Archivováno 17. 5. 2021 na Wayback Machine.       |
| 2017   | leden–červen      | T7                 | Malta                                                                     | Joseph Muscat                                    | eu2017.mt Archivováno 18. 7. 2020 na Wayback Machine.       |
| 2017   | červenec–prosinec | T8                 | Estonsko                                                                  | Jüri Ratas                                       | eu2017.ee                                                   |
| 2018   | leden–červen      | T8                 | Bulharsko                                                                 | Bojko Borisov                                    | eu2018bg.bg Archivováno 2. 1. 2023 na Wayback Machine.      |
| 2018   | červenec–prosinec | T8                 | Rakousko                                                                  | Sebastian Kurz                                   | eu2018.at                                                   |
| 2019   | leden–červen      | T9                 | Rumunsko                                                                  | Viorica Dăncilăová                               | romania2019.eu Archivováno 9. 3. 2021 na Wayback Machine.   |
| 2019   | červenec–prosinec | T9                 | Finsko                                                                    | Antti Rinne Sanna Marinová (od 10. prosince)     | eu2019.fi Archivováno 18. 7. 2020 na Wayback Machine.       |
| 2020   | leden–červen      | T9                 | Chorvatsko                                                                | Andrej Plenković                                 | eu2020.hr Archivováno 23. 6. 2021 na Wayback Machine.       |
| 2020   | červenec–prosinec | T10                | Německo                                                                   | Angela Merkelová                                 | eu2020.de                                                   |
| 2021   | leden–červen      | T10                | Portugalsko                                                               | António Costa                                    | 2021portugal.eu Archivováno 26. 1. 2022 na Wayback Machine. |
| 2021   | červenec–prosinec | T10                | Slovinsko                                                                 | Janez Janša                                      | si2021.eu                                                   |
| 2022   | leden–červen      | T11                | Francie                                                                   | Jean Castex Élisabeth Borneová (od 16. května)   | europe2022.fr[nedostupný zdroj]                             |
| 2022   | červenec–prosinec | T11                | Česko                                                                     | Petr Fiala                                       | eu2022.cz                                                   |
| 2023   | leden–červen      | T11                | Švédsko                                                                   | Ulf Kristersson                                  | sweden2023.eu                                               |
| 2023   | červenec–prosinec | T12                | Španělsko                                                                 | Pedro Sánchez                                    | eu2023.es                                                   |
| 2024   | leden–červen      | T12                | Belgie                                                                    | Alexander De Croo                                | belgium2024.eu                                              |
| 2024   | červenec–prosinec | T12                | Maďarsko                                                                  | Viktor Orbán                                     | hu24.eu                                                     |
| 2025   | leden–červen      | T13                | Polsko                                                                    | Donald Tusk                                      | poland25.eu                                                 |
| 2025   | červenec–prosinec | T13                | Dánsko                                                                    | Mette Frederiksenová                             | denmark25.eu                                                |
| 2026   | leden–červen      | T13                | Kypr                                                                      |                                                  |                                                             |
| 2026   | červenec–prosinec | T14                | Irsko                                                                     |                                                  |                                                             |
| 2027   | leden–červen      | T14                | Litva                                                                     |                                                  |                                                             |
| 2027   | červenec–prosinec | T14                | Řecko                                                                     |                                                  |                                                             |
| 2028   | leden–červen      | T15                | Itálie                                                                    |                                                  |                                                             |
| 2028   | červenec–prosinec | T15                | Lotyšsko                                                                  |                                                  |                                                             |
| 2029   | leden–červen      | T15                | Lucembursko                                                               |                                                  |                                                             |
| 2029   | červenec–prosinec | T16                | Nizozemsko                                                                |                                                  |                                                             |
| 2030   | leden–červen      | T16                | Slovensko                                                                 |                                                  |                                                             |
| 2030   | červenec–prosinec | T16                | Malta                                                                     |                                                  |                                                             |
| 2031   | leden–červen      | T17                | Estonsko                                                                  |                                                  |                                                             |
| 2031   | červenec–prosinec | T17                | Bulharsko                                                                 |                                                  |                                                             |
| 2032   | leden–červen      | T17                | Rakousko                                                                  |                                                  |                                                             |
| 2032   | červenec–prosinec | T18                | Rumunsko                                                                  |                                                  |                                                             |
| 2033   | leden–červen      | T18                | Finsko                                                                    |                                                  |                                                             |
| 2033   | červenec–prosinec | T18                | Chorvatsko                                                                |                                                  |                                                             |
| 2034   | leden–červen      | T19                | Německo                                                                   |                                                  |                                                             |
| 2034   | červenec–prosinec | T19                | Portugalsko                                                               |                                                  |                                                             |
| 2035   | leden–červen      | T19                | Slovinsko                                                                 |                                                  |                                                             |